# Ahmet Kaba
Ahmet Sahin Kaba (ur. 27 sierpnia 1993) – turecki judoka.
Uczestnik mistrzostw świata w 2013, 2014, 2015 i 2017. Startował w Pucharze Świata w 2011, 2015, 2016, 2018 i 2019. Srebrny medalista igrzysk śródziemnomorskich w 2013  roku.